# Nico Ditch
Nico Ditch (Nederlands: Nicogracht) is een 9,7 kilometer lange gracht tussen Ashton-under-Lyne en Stretford in het zuidelijk deel van de agglomeratie Greater Manchester bij de grote stad van die naam  in Engeland. De gracht werd gegraven als verdedigingswerk, of misschien een grensmarkering,tussen de 5e en de 11e eeuw.
Op enige korte stukken is de gracht nog zichtbaar, zoals een 300 meter lang gedeelte in Denton Golf Course (een golfterrein). De nog bestaande gedeeltes zijn 3,70-4,60 meter breed en maximaal 1,50 meter diep. Een gedeelte van de gracht geniet bescherming als cultuurmonument (Scheduled Ancient Monument).

## Geschiedenis
In een document, dat dateert van het jaar 1190 of 1212,  wordt de gracht vermeld als  Mykelldiche, en in het Latijn magnum fossatum. De betekenis hiervan is "grote gracht". Het Middelengelse mykell is verwant aan Oudsaksisch mikil, wat men terugvindt in de Duitse naam Mecklenburg.
Het verhaal, volgens hetwelk de inwoners van Manchester de gracht in 869 of 870 in één nacht zouden hebben gegraven om een aanval van de Vikingen af te weren, moet als legende worden beschouwd.
In de 19e eeuw werd de naam van de oude gracht verbasterd tot Nikker of Nico.